# 謝煜偉
謝煜偉，台灣法學家，現為國立台灣大學法律學系教授、台灣冤獄平反協會理事，其專長領域為刑法、刑事學、刑事政策、犯罪學。

## 生平
謝煜偉自建國中學畢業後，考上臺大法律系。大學期間，謝煜偉積極參與台大基層文化服務社，也讓謝煜偉有機會接觸到許多被認為「行為偏差」的小孩。
謝煜偉台大法律系畢業後，應屆考取律師；隨後進入台大法律研究所刑法組就讀，於2004年取得碩士學位，指導教授為李茂生。2007年赴日本京都攻讀博士。2012年，謝煜偉返國至國立清華大學科技法律研究所任教，隔年8月回到母校台大法律系任教。
謝煜偉在2024年死刑釋憲案中，受憲法法庭指定，以專家學者身分提供意見書。

## 外部連結
- 官方网站 （繁體中文）